# Nogent-sur-Oise
Nogent-sur-Oise ist eine französische Stadt mit 21.859 Einwohnern (Stand 1. Januar 2022) im Département Oise in der Region Hauts-de-France. Sie gehört zum Arrondissement Senlis und zum Gemeindeverband Creil Sud Oise. Die Bewohner werden Nogentais genannt.
Bis 1906 wurde die Stadt nach den beiden hier beigesetzten Märtyrerinnen Maure und Brigide Nogent-les-Vierges genannt.

## Lage und Klima
Die Stadt Nogent-sur-Oise liegt in der ehemaligen Kulturlandschaft der Picardie ca. 30 m über dem Meer am Fluss Oise, nahe der Einmündung ihres Nebenflusses Brèche, etwa 50 Kilometer nördlich von Paris sowie 35 Kilometer von Compiègne und 40 Kilometer von Beauvais entfernt. Die 36.000-Einwohner-Stadt Creil grenzt unmittelbar südlich an Nogent-sur-Oise. Durch die Stadt führen neben der Route nationale 16 weitere autobahnartig ausgebauten Schnellstraßen. Nachbargemeinden von Nogent-sur-Oise sind Monchy-Saint-Éloi im Norden, Villers-Saint-Paul im Nordosten, Verneuil-en-Halatte im Osten, Creil im Süden, Montataire im Südwesten, Saint-Vaast-lès-Mello im Westen sowie Laigneville im Nordwesten. Mit Creil und Montataire ist Nogent-sur-Oise baulich zusammengewachsen.
Das vom ca. 130 Kilometer entfernten Ärmelkanal beeinflusste Klima ist gemäßigt; Regen (ca. 750 mm/Jahr) fällt übers Jahr verteilt.

## Geschichte
Zwischen dem Nachbarort Creil und Nogent gab es bereits in der Antike eine viel genutzte Furt (gué) über die Oise. Im Mittelalter sah sich Nogent Angriffen der Normannen ausgesetzt; in einem Dokument des Jahres 862 wird der Ort erstmals als Novigentum erwähnt. König Ludwig der Heilige pilgerte im Jahr 1241 zum Grab der Heiligen Jungfrauen Maure und Brigide. Im Hundertjährigen Krieg (1337–1458) nahmen die Engländer den Ort ein; später Jahr kam es in der Region zu Bauernaufständen (jacqueries). In den Jahren zwischen 1420 und 1429 übernahmen die Engländer erneut die Kontrolle; danach gehörte der Ort lange Zeit zur Grafschaft Clermont-en-Beauvaisis. Im Deutsch-Französischen Krieg (1870/71) besetzten die Deutschen die Region um Creil. Im Zweiten Weltkrieg wurde die Stadt von mehreren Fliegerbomben getroffen.

## Bevölkerungsentwicklung
| Jahr                       | 1962 | 1968   | 1975   | 1982   | 1990   | 1999   | 2011   | 2021   |
| Einwohner                  | 8808 | 11.506 | 15.680 | 16.980 | 19.537 | 19.151 | 18.996 | 21.382 |
| Quellen: Cassini und INSEE |      |        |        |        |        |        |        |        |

Die Mechanisierung der Landwirtschaft und die Stilllegung von Bauernhöfen („Höfesterben“) hatten nur geringe Auswirkungen auf die Stadtentwicklung.

## Wirtschaft
Die den Ort umgebende Agrarlandschaft ist im Verlauf von Jahrhunderten entstanden. Im 19. Jahrhundert erlebte der Ort durch die Anbindung von Creil an das Eisenbahnnetz einen wirtschaftlichen Aufschwung.

## Sehenswürdigkeiten
- Die Kirche Saintes Maure et Brigide entstand vom ausgehenden 11. (romanisches Langhaus und Vierungsturm) bis zur Mitte des 13. Jahrhunderts (Chor). Hervorzuheben ist der reich gegliederte Vierungsturm mit seinem ungewöhnlichen Satteldach. Das Kirchengebäude wurde bereits im Jahr 1846 als Monument historique eingestuft[2].
- Auf dem Friedhof steht eine restaurierte Säule mit einem reich gegliederten Unterbau und Figuren im oberen Teil; sie trägt ein eisernes Kreuz und steht wohl im Zusammenhang mit der Verehrung der beiden Ortsheiligen[3]
- Eine in der Nähe des Friedhofs auf einem abgestuften Sockel stehende Säule trägt ebenfalls ein eisernes Wegkreuz; sie wird dem Mittelalter zugeordnet.
- Das Château de Sarcus ist ebenfalls als Monument historique anerkannt, wenngleich von der ursprünglichen Schlossanlage so gut wie nichts mehr erhalten ist. Der heutige Bau entstand im 19. Jahrhundert[4].

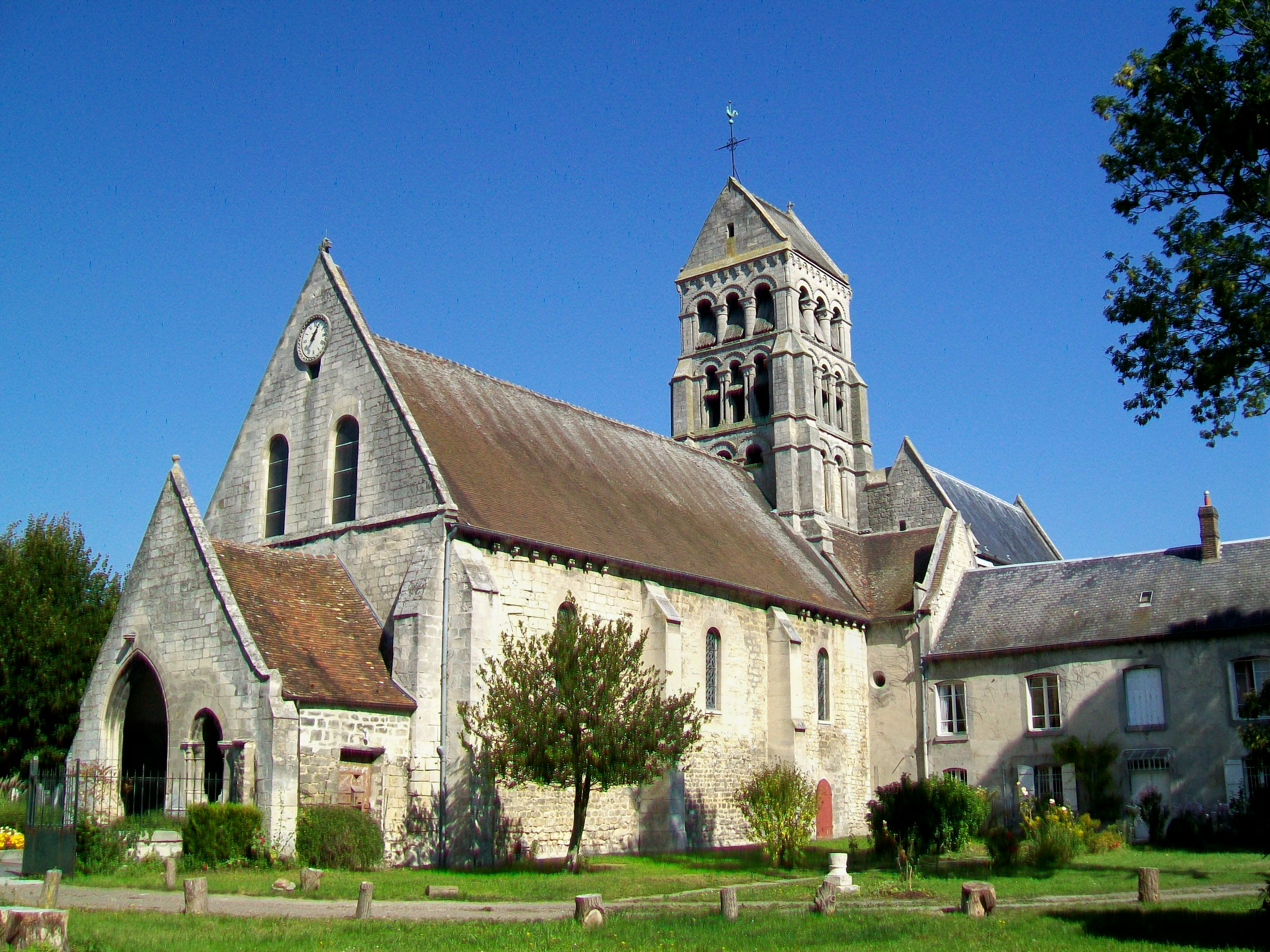
Kirche Saintes Maure et Brigide
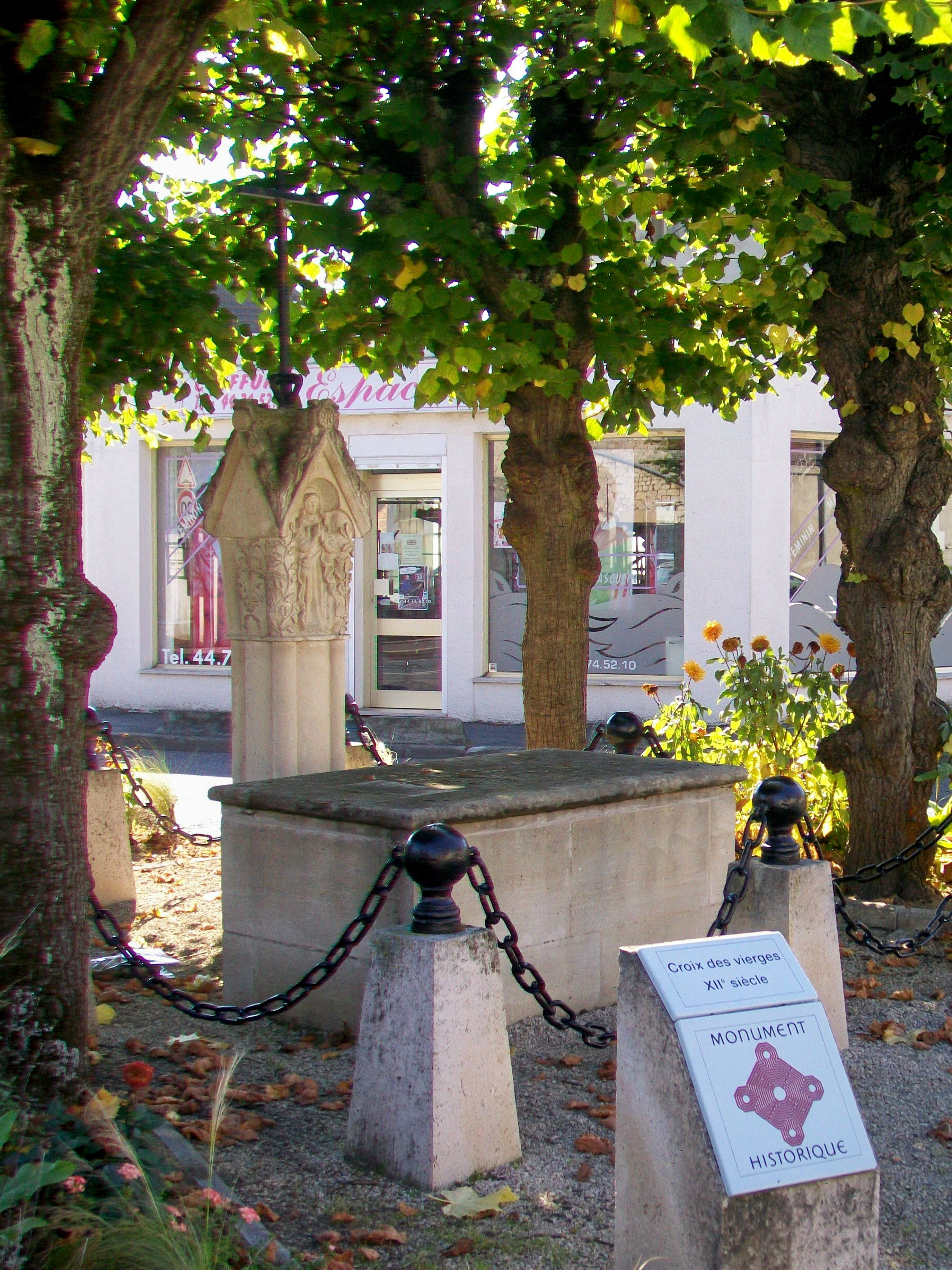
Croix des Vierges
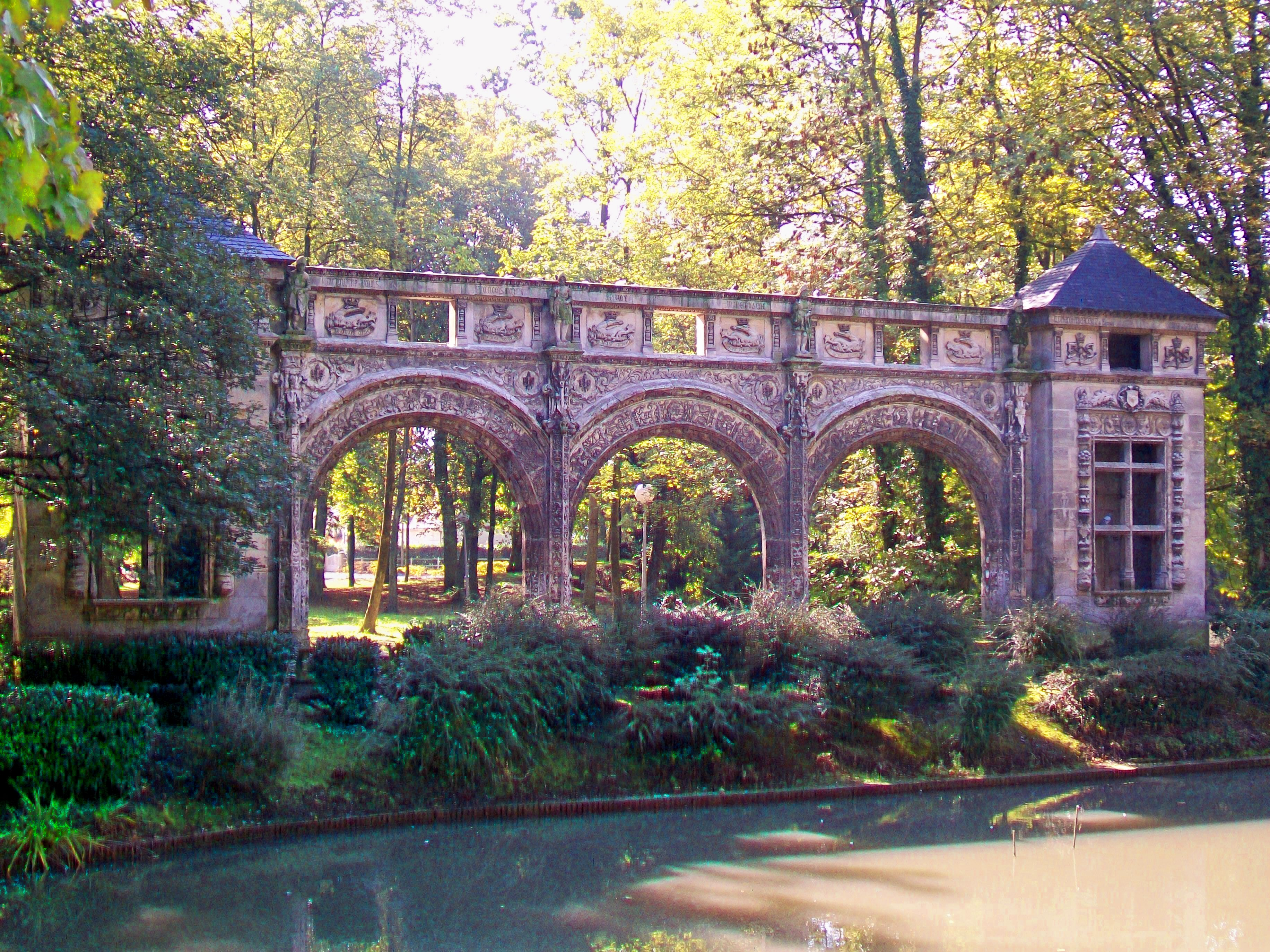
Reste der ehemaligen Fassade des Schlosses Sarcus
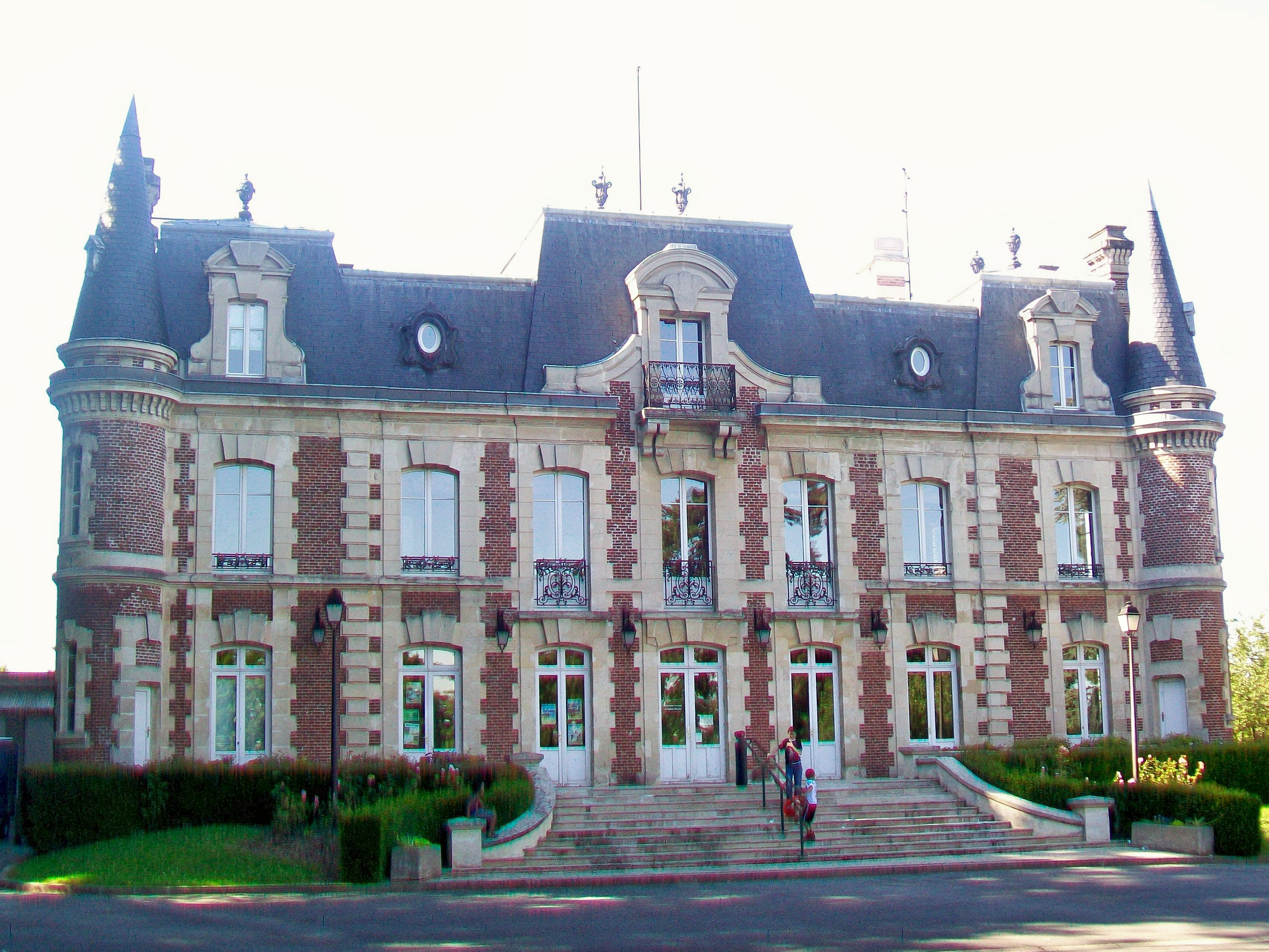
Château des Rochers
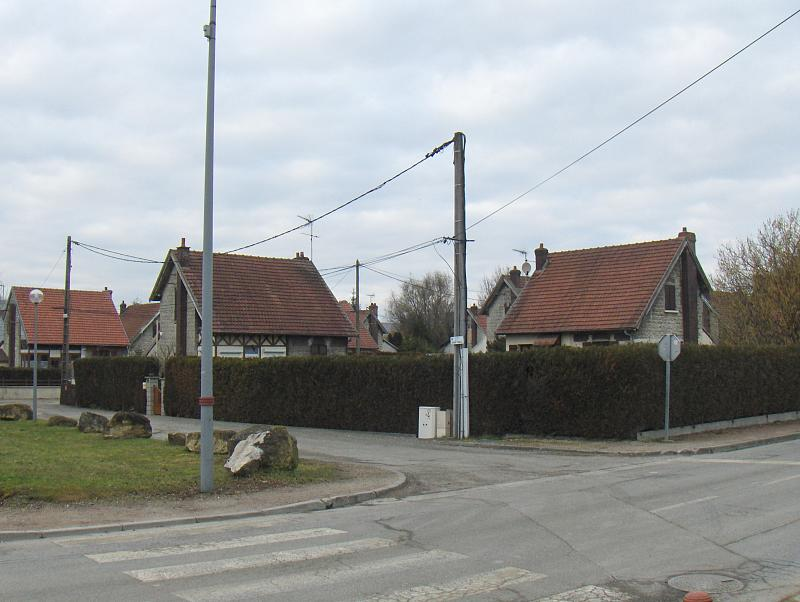
Arbeiterviertel am Technologiepark
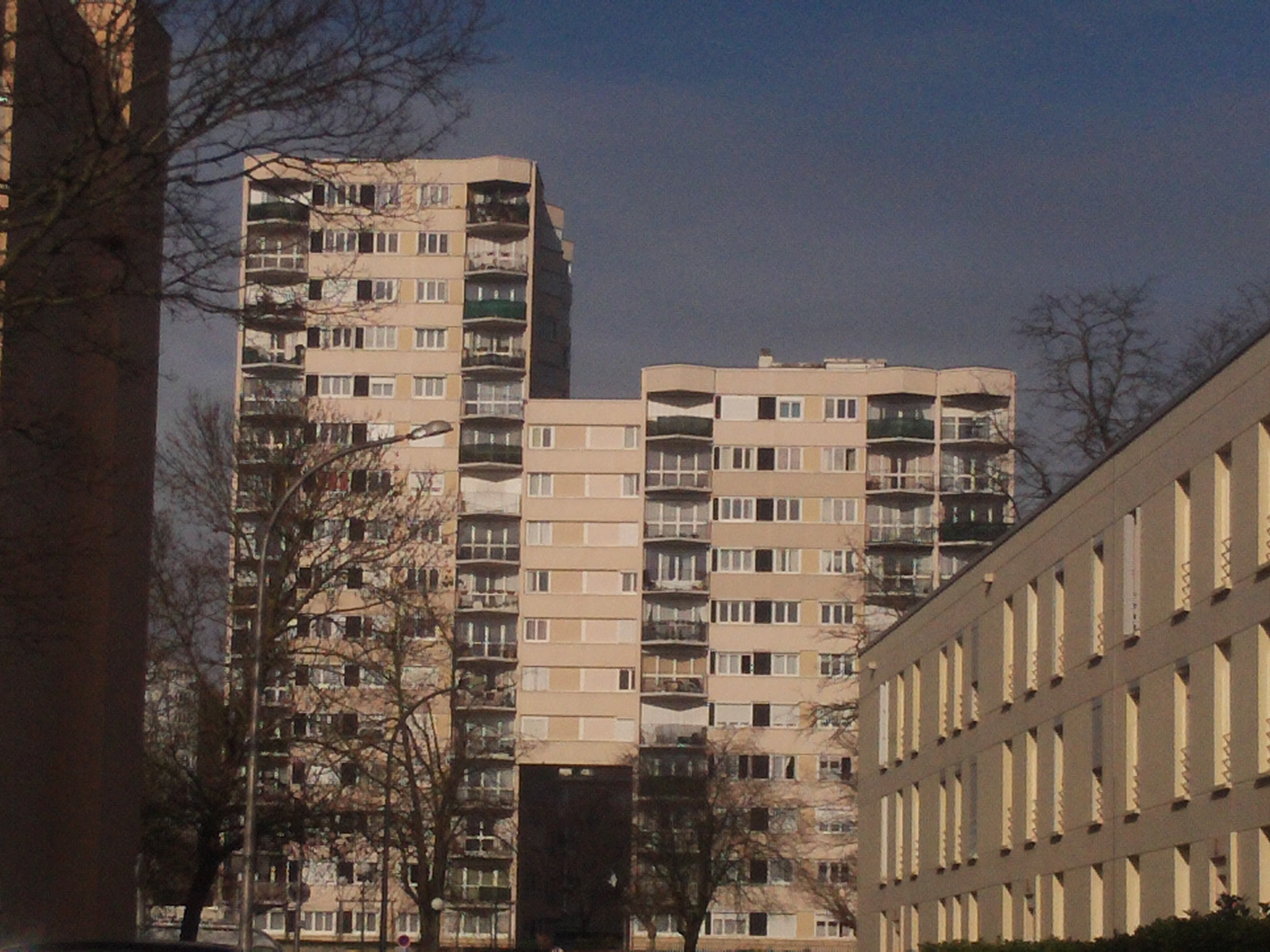
Hochhaussiedlung in Nogent

## Schädelfund

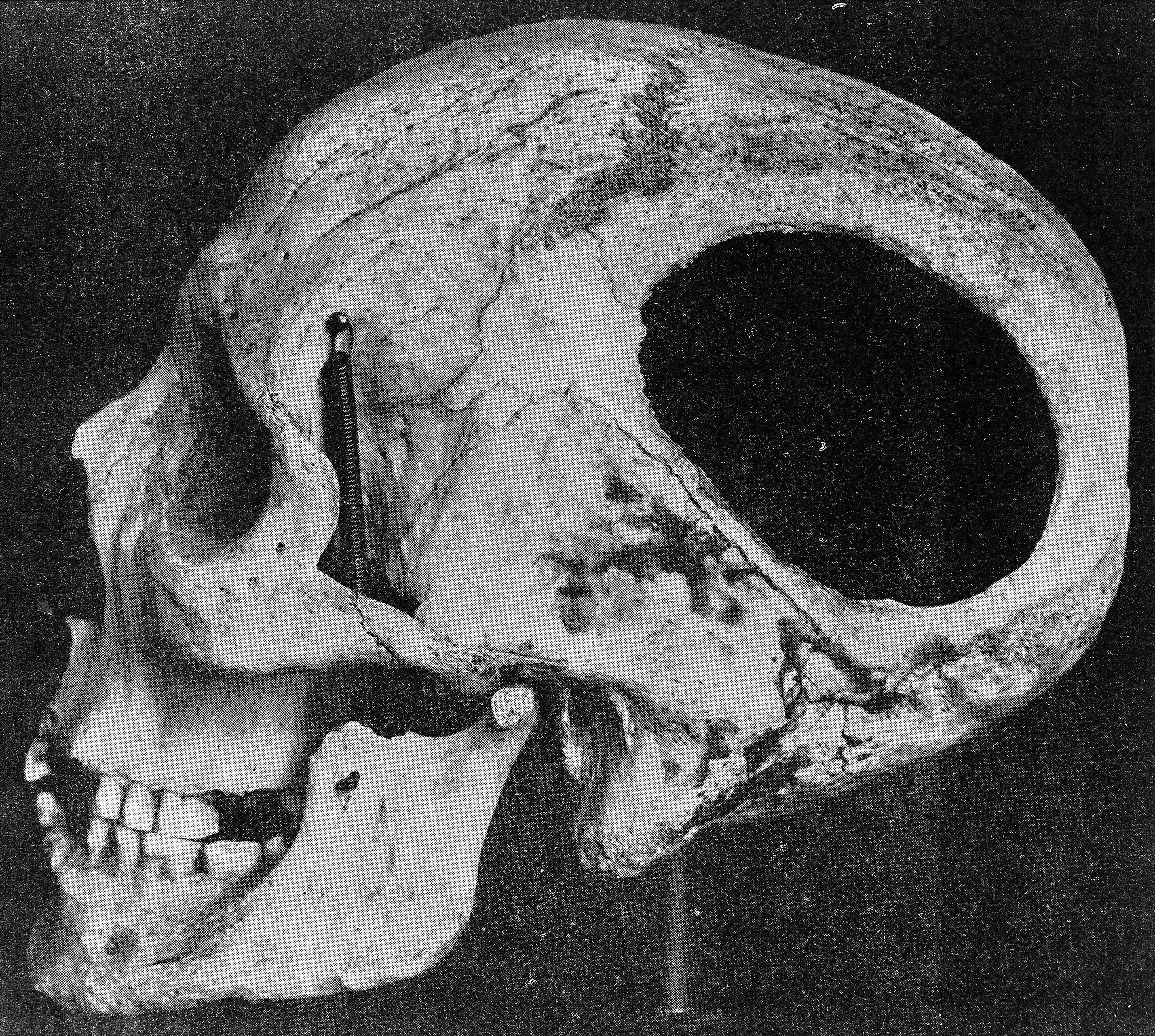
Trepanation von Nogent-sur-Oise

1816 präsentierte Jean-Denis Barbié du Bocage (1760–1825) einen in der Höhle von Nogert-les-Vierges, in Nogent gefundenen Schädel mit einer außergewöhnlich großen Trepanation, die ihren Besitzer jedoch nicht daran hinderte, noch mehrere Jahre zu leben (nach Einschätzung von Frédéric Cuvier (1773–1838) zwölf Jahre).

## Städtepartnerschaften
- Gersthofen, Bayern, Deutschland (seit 1969)
- Beverley, Vereinigtes Königreich (seit 1998)
- Krasnik, Polen (seit 2005)
- Fucecchio, Italien (seit 2014)